# Olaf Stapledon
William Olaf Stapledon (10. května 1886 – 6. září 1950) byl britský filozof a vlivný autor scifi.

## Život
Narodil se v Poultonu poblíž Liverpoolu, v dětství ale žil v egyptském městě Port Said (v prvních šesti letech svého života). Vystudoval moderní historii na univerzitě v Oxfordu, nějakou dobu učil na gymnáziu, později pracoval v přepravních kancelářích v Liverpoolu a Port Saidu v letech 1910-1913.
Za první světové války sloužil v dobrovolnické zdravotnické jednotce. V roce 1919 se oženil. V roce 1925 získal Ph.D. na univerzitě v Liverpoolu v oboru filozofie a psychologie. V roce 1929 publikoval akademickou knihu A Modern Theory of Ethics (Moderní teorie etiky) a plánoval akademickou kariéru. Avšak po úspěchu své první sci-fi Last and First Men (Poslední a první lidé) v roce 1930, se věnoval již výhradně beletrii. Napsal mnoho scifi knih, spojených s filozofií transhumanismu.
V roce 1940 se přestěhoval do Caldy, po roce 1945 jezdil přednášet do celého světa, navštívil Nizozemí, Švédsko, Francii, Polsko, USA. Zapojoval se do protirasistického hnutí. V roce 1950, po týdnu přednášek v Paříži, zemřel na infarkt.

## Dílo
Stapledonovo dílo v oblasti scifi ovlivnilo řadu spisovatelů, například Clarka, Aldisse, Lema, Lewise, vneslo do scifi řadu nových myšlenek a témat, například transhumanismus, jako jeden z prvních spisovatelů scifi se také zabýval tématem terraformace a genetického inženýrství.
V češtině vyšla povídka Moderní čaroděj v antologii Krypty a draci (vydal Talpress, 2004). V září roku 2024 vydává nakladatelství Knihy Veles jeho román Sirius.